# Meteorologiåret 2004

## Händelser

### Januari
- 21 januari – Mätaren sjunker till -39.7  °C i svenska Lappland.[1]
- 22 januari – I Sverige sjunker mätaren sjunker till -39.7  °C i Särna och -26,7  °C i Kymbo.[1]
- 23 januari – Snö faller för ovanlighetens skull i Venedig, Italien.[1]
- 29 januari - Snöoväder orsakar flyg- och trafikkaos i norra Europa.
- 31 januari - *Snö och regn ställer till stora trafikproblem i Västsverige..

### Februari
- Februari - Sydöstra Norrland och sydöstra Götaland i Sverige upplever en mycket torr februarimånad, i sydöstra Norrland den torraste sedan 1982 [2].
- 1 februari - Regn och smältande snö gör att södra Sverige drabbas av översvämningar och trafikproblem..
- 13 februari – Snöfall i Grekland tvingar flera flygplatser att stänga för all trafik.[1]
- 20 februari – Sverige upplever extremt höga temperaturer längsmed Norrlandskusten, medan stormvindar blåser i Svenska fjällen. Pite-Rönnskär har + 10.2 °C och Söderhamn + 13.2 °C, vilket inte är långt från de norrländska värmerekorden för februari.[1]

### Mars
- 8 mars – Snöväder i Twin Cities i Minnesota, USA lamslår trafiken [3].
- 31 mars – I Göteborg, Sverige uppmäts + 17.4 °C vilket är ortens högsta marstemperatur sedan 1894.[1]

### April
- April - Med medeltemperaturen + 9,5 °C tangerar Sunndalsøra Norge rekord för varmaste aprilmånad någonsin från 1937 [4].
- 18 april – En köldvåg i Minnesota, USA får vindarna att blåsa upp till 55 mph i de södra delarna [5].

### Juni
- Juni - Stockholm, Sverige sin tredje regnig aste junimånad sedan 1901, bara överträffad av 1956 och 1980 [6]
- Juni-augusti - Sverige upplever en regnig sommar.
- 3 juni – I Gävle, Sverige stiger temperaturen, tidigt för årstiden till + 27.4 °C.[1]

### Juli
- Juli
  - Sommarflöden orsakar översvämningar i norra och södra Sverige [7].
  - 227 millimeter nederbörd faller över Växjö, Sverige under månaden och därmed ryker det ett år gamla rekordet.[1]
- 7 juli – Regnet sätter nästan hela Hemavans flygplats i Sverige under vatten.[1]
- 10 juli – Hela 60 millimeter regn faller på en natt över campingplatsen i Gränna, Sverige uppmäts + 17.4 °C vilket är ortens högsta marstemperatur sedan 1894.[1]
- 17 juli – Monsunregn i södra Asien orsakar översvämningar i Kina, Banglades, Nepal, Indien, Taiwan och Japan. Matbrist råder, och Bangladesh hotas av humanitär kris.[1]
- 21 juli – I Askha, Ryssland uppmäts temperaturen + 41.7°C (107.1°F), vilket blir Asiatiska Rysslands dittills högst uppmätta temperatur någonsin [8].
- 27 juli
  - 944,2 millimeter regn faller över Bombay, Indien och över 900 personer dödas.[9]
  - Regn faller över Stockholms stadion i Sverige under DN-galan i friidrott.[1]

### Augusti
- 4 augusti
  - Värmland, Sverige drabbas av översvämningar efter skyfall [7].
  - 188,6 millimeter nederbörd faller över Råda, Sverige vilket innebär nytt svenskt dygnsnederbördsrekord för månaden [10] samt den näst största dygnsmängd som någonsin uppmätts vid en meteorologisk station i Sverige, oavsett månad [11].
- 7 augusti – I Härnösand, Sverige uppmäts + 31.6 °C vilket blir månadens högsta temepratur i Sverige.[1]
- 13 augusti – Efter 9 dagars värmebölja i södra Sverige med temperaturer kring + 30 °C anländer svalt och ostadigt väder, en aning om höstens ankomst.[1]
- 17 augusti – Bocastle i norra Cornwall i England, Storbritannien drabbas av en störtflod som sveper med sig bilar, hus, verandor, kajer och en bro ut i havet, samt delar av ett museum. Flera gator rivs upp, men ingen människa dödas. Flodvågen antas bero på tropiska stormen Bonnie som den senaste veckan ställt till med förödelse samt dödat 14 personer i Florida, USA.[1]

### September
- September - Karesuando, Sverige upplever sin nederbördsrikaste septembermånad någonsin, 93 millimeter och därmed slås det tidigare rekordet från 1934 [12].
- 5 september – I Hudiksvall, Sverige uppmäts högsommartemperaturern + 25.7 °C.[9]
- 22 september – Stormen Jeanne drar fram över Haiti. Tusentals personer dödas, och 300 000 blir bostadslösa.[9]
- 26 september – Stormen Jeanne vräker in i Florida i USA.[9]

### Oktober
- 13 oktober - I Sydney, New South Wales, Australien uppmäts + 38.2°C, varmaste oktobertemperaturen där sedan mätningarna inleddes 1858 [13].
- 9 oktober - 256 millimeter nederbörd faller över Tokyo, Japan medan den tropiska cyklonen Ma-on härjar [13].
- 20 oktober - 150 millimeter nederbörd faller över Tokyo, Japan medan den tropiska cyklonen Tokage härjar och orsakar cirka 80 döda, Japans värsta oväder sedan 1879 [13].
- 22 oktober – Vintern kommer till svenska Lappland.[9]

### November
- November - Sverige upplever en kall novembermånad [14].
- 23 november – Nästan hela Sverige, Skåne undantaget, ligger snötäckt.[9]

### December
- December - Sverige upplever en mild decembermånad, som vid Bohuskusten är den mildaste sedan 1951 [15].
- 6-17 december - Världens länder möts på det årliga FN-mötet för att diskutera klimatförändringarna.[9]
- 22 december - Finska Havsforskningsinstitutet registrerar den högsta vågen någonsin på Östersjön, 14 meter hög mellan vågdal och vågtopp vid södra Åland [16].
- 25 december - En så kallad "vit jul" inträffar i Storbritannien [17].
- 26 december - En jordbävning i Indiska oceanen följs av en tsunami.

## Avlidna
- 3 mars – James R. Holton, amerikansk meteorolog och atmosfärforskare.
- 31 juli – Gandikota V. Rao, indisk-amerikansk meteorolog.

### Fotnoter
1. 1 2 3 4 5 6 7 8 9 10 11 12 13 14 15   När Var Hur 2005. DN
2. ↑  SMHI
3. ↑  ”Arkiverade kopian”. Arkiverad från originalet den 11 juni 2014. https://web.archive.org/web/20140611100013/http://climate.umn.edu/pdf/day_in_weather_history/march_wx_history.pdf. Läst 26 januari 2015.
4. ↑  MET
5. ↑  ”Arkiverade kopian”. Arkiverad från originalet den 16 juli 2010. https://web.archive.org/web/20100716104244/http://www.climate.umn.edu/pdf/day_in_weather_history/april_wx_history.pdf. Läst 16 februari 2011.
6. ↑  SMHI
7. 1 2  SGI Arkiverad 21 augusti 2010 hämtat från the Wayback Machine.
8. ↑  Masters, Jeff (7 augusti 2010). ”National heat records set in 2010”. Weather Underground. Arkiverad från originalet den 20 augusti 2010. https://web.archive.org/web/20100820002618/http://www.wunderground.com/blog/JeffMasters/comment.html?entrynum=1569. Läst 4 februari 2011.
9. 1 2 3 4 5 6 7   När Var Hur 2006. DN
10. ↑  SMHI Arkiverad 26 augusti 2010 hämtat från the Wayback Machine.
11. ↑  SMHI
12. ↑  SMHI
13. 1 2 3  SMHI Arkiverad 27 oktober 2012 hämtat från the Wayback Machine.
14. ↑  SMHI Arkiverad 4 januari 2014 på WebCite
15. ↑  SMHI
16. ↑  SMHI
17. ↑  Met Office Arkiverad 8 januari 2007 hämtat från the Wayback Machine.